# 京急葉山交通
京急葉山交通株式会社（けいきゅうはやまこうつう）は、神奈川県逗子市と葉山町を営業エリアとする、京急グループのタクシー会社である。京浜急行電鉄100%出資の子会社である。

## 概要
- 本社・営業所　葉山町長柄1番
- タクシー36両

## その他
- 1950年10月に葉山自動車株式会社として設立、1959年10月に京浜急行電鉄株式会社が全株式を取得した。1965年8月に現在の京急葉山交通株式会社に社名変更した。